# Вулиця Білогірська (Тернопіль)
Вулиця Білогірська — вулиця в мікрорайоні «Оболоня» міста Тернополя.

## Відомості
Розпочинається від вулиці Митрополита Шептицького, пролягає на південний схід, згодом — на південь, закінчується перед залізничним тунелем, що сполучає вулицю Білогірську з вулицями Чернівецькою та Софії Стадникової. Довжина вулиці — приблизно 750 м. На вулиці присутні як приватні, так і багатоквартирні будинки.

## Транспорт
На вулиці Білогірська, 1 знаходиться приміська автостанція, заїзд — зі сторони вулиці Митрополита Шептицького.